# Giang Hải (xã)
Giang Hải là một xã thuộc huyện Phú Lộc, thành phố Huế, Việt Nam.

## Địa lý
Xã Giang Hải nằm ở phía bắc huyện Phú Lộc, có vị trí địa lý:
- Phía đông giáp xã Vinh Hiền
- Phía tây giáp xã Vinh Hưng
- Phía nam giáp thị trấn Phú Lộc
- Phía bắc giáp xã Vinh Mỹ và Biển Đông.

Xã Giang Hải có diện tích 24,43 km², dân số năm 2018 là 6.740 người, mật độ dân số đạt 276 người/km².

## Hành chính
Xã Giang Hải được chia thành 6 thôn: 3, 4, Giang Chế, Mỹ Cảnh, Nam Trường, Nghi Xuân.

## Lịch sử
Ngày 20 tháng 9 năm 1975, Bộ Chính trị Trung ương Đảng ban hành Nghị quyết số 245/NQ-TW về việc thành lập tỉnh Bình Trị Thiên trên cơ sở ba tỉnh Quảng Bình, Quảng Trị, Thừa Thiên và khu vực Vĩnh Linh. Khi đó, xã Vinh Giang và xã Vinh Hải thuộc huyện Phú Lộc, tỉnh Bình Trị Thiên.
Ngày 30 tháng 6 năm 1989, Quốc hội ban hành Nghị quyết về việc chia tỉnh Bình Trị Thiên thành tỉnh Quảng Bình, tỉnh Quảng Trị và tỉnh Thừa Thiên Huế. Theo đó, xã Vinh Giang và xã Vinh Hải thuộc huyện Phú Lộc, tỉnh Thừa Thiên Huế.
Ngày 19 tháng 8 năm 2019, HĐND tỉnh Thừa Thiên Huế ban hành Nghị quyết số 23/NQ-HĐND về việc:
1. Xã Vinh Giang
- Thành lập thôn Giang Chế trên cơ sở thôn Nghi Giang và thôn Đơn Chế.
- Giữ nguyên thôn Nam Trường và thôn Nghi Xuân.

2. Xã Vinh Hải
- Thành lập thôn Mỹ Cảnh trên cơ sở Thôn 1 và Thôn 2.
- Giữ nguyên Thôn 3 và Thôn 4.

Trước khi sáp nhập, xã Vinh Giang có diện tích 18,73 km², dân số là 4.682 người, mật độ dân số đạt 250 người/km², có 3 thôn: Giang Chế, Nam Trường, Nghi Xuân. Xã Vinh Hải có diện tích 5,70 km², dân số là 2.058 người, mật độ dân số đạt 361 người/km², có 3 thôn: 3, 4, Mỹ Cảnh.
Ngày 17 tháng 12 năm 2019, Ủy ban Thường vụ Quốc hội ban hành Nghị quyết số 834/NQ-UBTVQH14 về việc sắp xếp các đơn vị hành chính cấp xã thuộc tỉnh Thừa Thiên Huế (nghị quyết có hiệu lực từ ngày 1 tháng 1 năm 2020). Theo đó, thành lập xã Giang Hải trên cơ sở toàn bộ 5,70 km² diện tích tự nhiên, 2.058 người của xã Vinh Hải và toàn bộ 18,73 km² diện tích tự nhiên, 4.682 người của xã Vinh Giang.
Xã Giang Hải có 24,43 km² diện tích tự nhiên và quy mô dân số 6.740 người.
Ngày 30 tháng 11 năm 2024:
- Quốc hội ban hành Nghị quyết số 175/2024/QH15[7] về việc thành lập thành phố Huế trực thuộc trung ương trên cơ sở toàn bộ diện tích và dân số tỉnh Thừa Thiên Huế (nghị quyết có hiệu lực từ ngày 1 tháng 1 năm 2025).
- Ủy ban Thường vụ Quốc hội ban hành Nghị quyết số 1314/NQ-UBTVQH15[8] về việc sắp xếp đơn vị hành chính cấp huyện, cấp xã của thành phố Huế giai đoạn 2023 – 2025 (nghị quyết có hiệu lực từ ngày 1 tháng 1 năm 2025). Theo đó, xã Giang Hải thuộc huyện Phú Lộc, thành phố Huế.